# Atalaya Sur del Burgo
La Atalaya Sur del Burgo, localizada en el municipio español de El Burgo de Osma-Ciudad de Osma —perteneciente a la provincia de Soria en la comunidad autónoma de Castilla y León—, es una construcción de sillarejo de piedra caliza trabado con mortero de cal, de planta circular y alzado cilíndrico que conserva una altura superior a los ocho metros. Se distingue la impronta de un encofrado con el que se realizó la construcción y los mechinales de sujeción de las vigas, presentando planta baja y dos pisos. En la planta baja se abren dos pequeñas ventanas adinteladas en aspillera hoy cegadas y en el primer piso se abre la puerta de acceso mediante vano rectangular adintelado caracterizado por presentar un dintel formado por una gran losa y un sobredintel de madera. Desde su privilegiada ubicación domina un amplio territorio, interrelacionándose funcional y visualmente con otros elementos del sistema de valor patrimonial, como las Atalayas de Uxama y el Castillo de Gormaz.